# Premiul Oscar pentru cel mai bun film documentar
Premiul Oscar pentru cel mai bun film documentar este o recompensă acordată anual de Academia Americană de film în cadrul ceremoniei de decernare a Premiilor Oscar. Premiul se acordă începând cu anul 1943. La prima ediție au fost premiate patru documentare.
| An      | Titlu                                                                         |
| ------- | ----------------------------------------------------------------------------- |
| 2024    | No Other Land                                                                 |
| 2023    | 20 de Zile în Mariupol                                                        |
| 2022    | Navalnîi                                                                      |
| 2021    | Summer of Soul                                                                |
| 2020/21 | My Octopus Teacher                                                            |
| 2019    | American Factory                                                              |
| 2018    | Free Solo                                                                     |
| 2017    | Icarus                                                                        |
| 2016    | O.J.: Made in America                                                         |
| 2015    | Amy                                                                           |
| 2014    | Citizenfour                                                                   |
| 2013    | 20 Feet from Stardom                                                          |
| 2012    | Searching for Sugar Man                                                       |
| 2011    | Undefeated                                                                    |
| 2010    | Inside Job                                                                    |
| 2009    | The Cove                                                                      |
| 2008    | Man on Wire                                                                   |
| 2007    | Taxi to the Dark Side                                                         |
| 2006    | An Inconvenient Truth                                                         |
| 2005    | March of the Penguins (La marche de l'empereur)                               |
| 2004    | Born into Brothels                                                            |
| 2003    | The Fog of War                                                                |
| 2002    | Bowling for Columbine                                                         |
| 2001    | Murder on a Sunday Morning (Un coupable idéal)                                |
| 2000    | Into the Arms of Strangers: Stories of the Kindertransport                    |
| 1999    | One Day in September                                                          |
| 1998    | The Last Days                                                                 |
| 1997    | The Long Way Home                                                             |
| 1996    | When We Were Kings                                                            |
| 1995    | Anne Frank Remembered                                                         |
| 1994    | Maya Lin: A Strong Clear Vision                                               |
| 1993    | I Am a Promise: The Children of Stanton Elementary School                     |
| 1992    | The Panama Deception                                                          |
| 1991    | In the Shadow of the Stars                                                    |
| 1990    | American Dream                                                                |
| 1989    | Common Threads: Stories from the Quilt                                        |
| 1988    | Hôtel Terminus: The Life and Times of Klaus Barbie                            |
| 1987    | The Ten-Year Lunch                                                            |
| 1986    | Artie Shaw: Time Is All You've Got and Down și Out in America                 |
| 1985    | Broken Rainbow                                                                |
| 1984    | The Times of Harvey Milk                                                      |
| 1983    | He Makes Me Feel Like Dancin'                                                 |
| 1982    | Just Another Missing Kid                                                      |
| 1981    | Genocide                                                                      |
| 1980    | From Mao to Mozart: Isaac Stern in China                                      |
| 1979    | Best Boy                                                                      |
| 1978    | Scared Straight!                                                              |
| 1977    | Who Are the DeBolts? And Where Did They Get Nineteen Kids?                    |
| 1976    | Harlan County, USA                                                            |
| 1975    | The Man Who Skied Down Everest                                                |
| 1974    | Hearts and Minds                                                              |
| 1973    | The Great American Cowboy                                                     |
| 1972    | Marjoe                                                                        |
| 1971    | The Hellstrom Chronicle                                                       |
| 1970    | Woodstock                                                                     |
| 1969    | Arthur Rubinstein – The Love of Life                                          |
| 1968    | Journey into Self                                                             |
| 1967    | The Anderson Platoon                                                          |
| 1966    | The War Game (BBC)                                                            |
| 1965    | The Eleanor Roosevelt Story                                                   |
| 1964    | World Without Sun                                                             |
| 1963    | Robert Frost: A Lover's Quarrel with the World                                |
| 1962    | Black Fox: The Rise and Fall of Adolf Hitler                                  |
| 1961    | Sky Above and Mud Beneath                                                     |
| 1960    | The Horse with the Flying Tail                                                |
| 1959    | Serengeti Shall Not Die                                                       |
| 1958    | White Wilderness                                                              |
| 1957    | Albert Schweitzer                                                             |
| 1956    | Lumea tăcerii                                                                 |
| 1955    | Helen Keller in Her Story                                                     |
| 1954    | The Vanishing Prairie                                                         |
| 1953    | The Living Desert                                                             |
| 1952    | The Sea Around Us                                                             |
| 1951    | Kon-Tiki                                                                      |
| 1950    | The Titan: Story of Michelangelo                                              |
| 1949    | Daybreak in Udi                                                               |
| 1948    | The Secret Land                                                               |
| 1947    | Design for Death                                                              |
| 1946    | Nu a fost acordat                                                             |
| 1945    | The True Glory                                                                |
| 1944    | The Fighting Lady                                                             |
| 1943    | Desert Victory                                                                |
| 1942    | The Battle of Midway, Kokoda Front Line!, Moscow Strikes Back, Prelude to War |